# Aida Garifullina
Aida Emilevna Garifullina (rusă Аида Эмилевна Гарифуллина; n. 30 septembrie 1987, Kazan, RSFS Rusă, URSS) este o soprană rusă de origine tătară.
A câștigat concursul Operalia 2013 și a participat la o serie de producții organizate la Teatrul "Mariinsky" din Sankt Petersburg și la Opera de Stat din Viena.
Are un contract de înregistrare cu Decca Records.  

## Biografie și carieră muzicală

### Cariera timpurie
Aida Garifullina s-a născut în 1987  într-o familie tătară  în Kazan, capitala Republicii Tatarstan. Tatăl ei este Emil Garifullin, iar mama ei este Layla Ildarovna Garifullina  (dirijoare de cor), în prezent directoarea Centrului de muzică contemporană Sofia Gubaidulina.  De la începutul copilăriei, mama ei i-a influențat dezvoltarea muzicală și a contribuit la dezvoltarea carierei sale.  La vârsta de 18 ani, s-a mutat la Nürnberg pentru a studia muzica. 
În 2007, s-a înscris la Universitatea de Muzică și Arte Plastice din Viena, la clasa Claudiei Visca. Doi ani mai târziu, Garifullina a debutat în rolul Despinei în producția Universității a operei " Costi fan tutte " de Mozart.  În 2010, ea a câștigat concursul cântăreților musulmani Magomayev de la Moscova.  După ce a absolvit în 2011, a cântat la ceremonia de închidere a Universității de vară XXVI din Shenzhen . Tot în 2011, a cântat în duet cu Alessandro Safina în Kazan. 
În 2012, Garifullina a cântat la deschiderea Casei Ruse la Jocurile Olimpice de vară XXX de la Londra.  La Londra, ea s-a familiarizat cu dirijorul Valery Gherghiev, directorul artistic al Teatrului Mariinsky din Sankt Petersburg .  În ianuarie 2013, ea a debutat pe scena teatrului Mariinsky în rolul Susanei în opera bufă Nunta lui Figaro.  Mai târziu, ea a adăugat la repertoriul său rolurile Gildei (Rigoletto) și Adinei (Elixirul dragostei). 
În iulie, în calitate de ambasador al Universiadei, a cântat la ceremonia de deschidere a Universității de Vară 2013 din Kazan.  De asemenea, a participat la ceremonia de închidere a Universiadei Culturale cu Orchestra Teatrului "Mariinsky". Spectacolul a fost realizat de Valery Gherghiev. 

### "Operalia 2013" și cariera ulterioară
Cariera Garifullinei a primit un impuls semnificativ când a câștigat premiul I la concursul "Operalia 2013".    La concurs, au fost ariile Nanettei (Falstaff de Verdi), a Fetei de Zăpadă (The Snow Maiden), a Susannei (Nunta lui Figaro) și a Giuliettei (I Capuleti e i Montecchi).  În octombrie, a primit titlul de "Artist de onoare al Republicii Tatarstan". 
Pe parcursul anilor 2013 și 2014 a fost prezentă într-o serie de spectacole proeminente, alături de cele ale lui José Carreras, Plácido Domingo și Dmitry Hvorostovsky.    În 2014, ea a interpretat recitalurile de la Rosenblatt, ținute la Sala "Wigmore" din Londra.   În 2015, a semnat un contract de înregistrare cu Decca Records. 

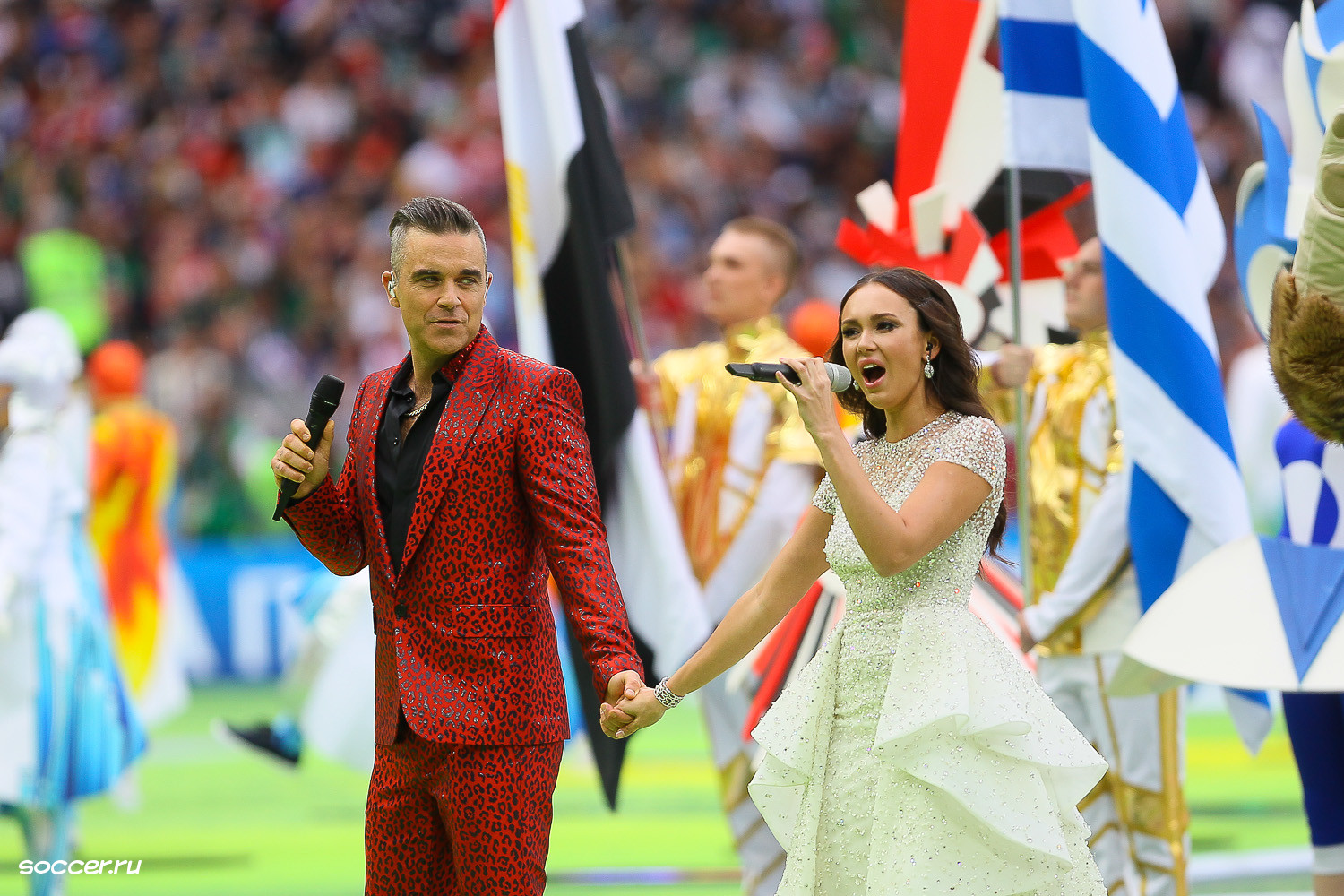
Robbie Williams și Garifullina cântând " Angels " la ceremonia de deschidere a Cupei Mondiale din 2018 a FIFA

Începând cu sezonul 2014/2015, este membru al Operei de Stat din Viena.  A interpretat rolul starului soprană "Lily Pons" și a interpretat "The Bell Song" din opera lui Delibes, Lakmé, în filmul din 2016, Florence Foster Jenkins.  În februarie 2017, a lansat un album pe Decca, care conține 15 arii înregistrate cu "ORF Radio-Symphony Orchestra" în regia lui Cornelius Meister.  
La 13 iunie 2018, Garifullina a participat la concertul de gală de deschidere al Cupei Mondiale a FIFA, desfășurat la Piața Roșie din Moscova. A interpretat cu Anna Netrebko, Juan Diego Florez și Placido Domingo și Orchestra de Teatru "Mariinsky" condusă de Valery Gherghiev. La 14 iunie, Garifullina a jucat la ceremonia de deschidere a Cupei Mondiale a FIFA din 2018, desfășurată la stadionul "Lujniki" din Moscova.  Ea a interpretat duetul "Angels" cu cântărețul britanic Robbie Williams. 

## Repertoriu
- G. Donizetti - Don Pasquale, Norina
- G. Donizetti - Elixirul dragostei, Adina
- P. Eötvös - Trei surori, Irina
- F. Halévy - Evreica, prințesa Eudoxie
- WA Mozart - Cosi fan tutte[32], Despina
- WA Mozart - Don Giovanni, Zerlina
- WA Mozart - Nunta lui Figaro, Susanna
- WA Mozart - Flautul fermecat, Pamina
- SS Prokofiev - Război și pace, Natasha Rostova
- G. Puccini - Boema, Musetta
- NA Rimsky-Korsakov - Cocrul de Aur, regina din Shemakha
- G. Rossini - Italiana în Algeri, Elvira
- G. Verdi - Bal mascat, Oscar
- G. Verdi - Falstaff, Nannetta
- G. Verdi - Rigoletto, Gilda

## Discografie selectată
- Aida Garifullina (2017)

## Premii și titluri
- Premiul ECHO Klassik - înregistrarea personală (Voice | Arias / considerente) (2017).
- Premiul I la concursul internațional al cântăreților de operă al lui Placido Domingo "Operalia" (2013).
- Artist de onoare al Republicii Tatarstan (2013).
- Certificat de apreciere al președintelui Republicii Tatarstan (2013).
- Laureat al primului concurs internațional de vocaliști "Muslim Magomaev" (2010).
- Chaliapin "Vocea anului" în nominalizarea "Vocal Academic" (2001).